# みっきぃよかたんバス

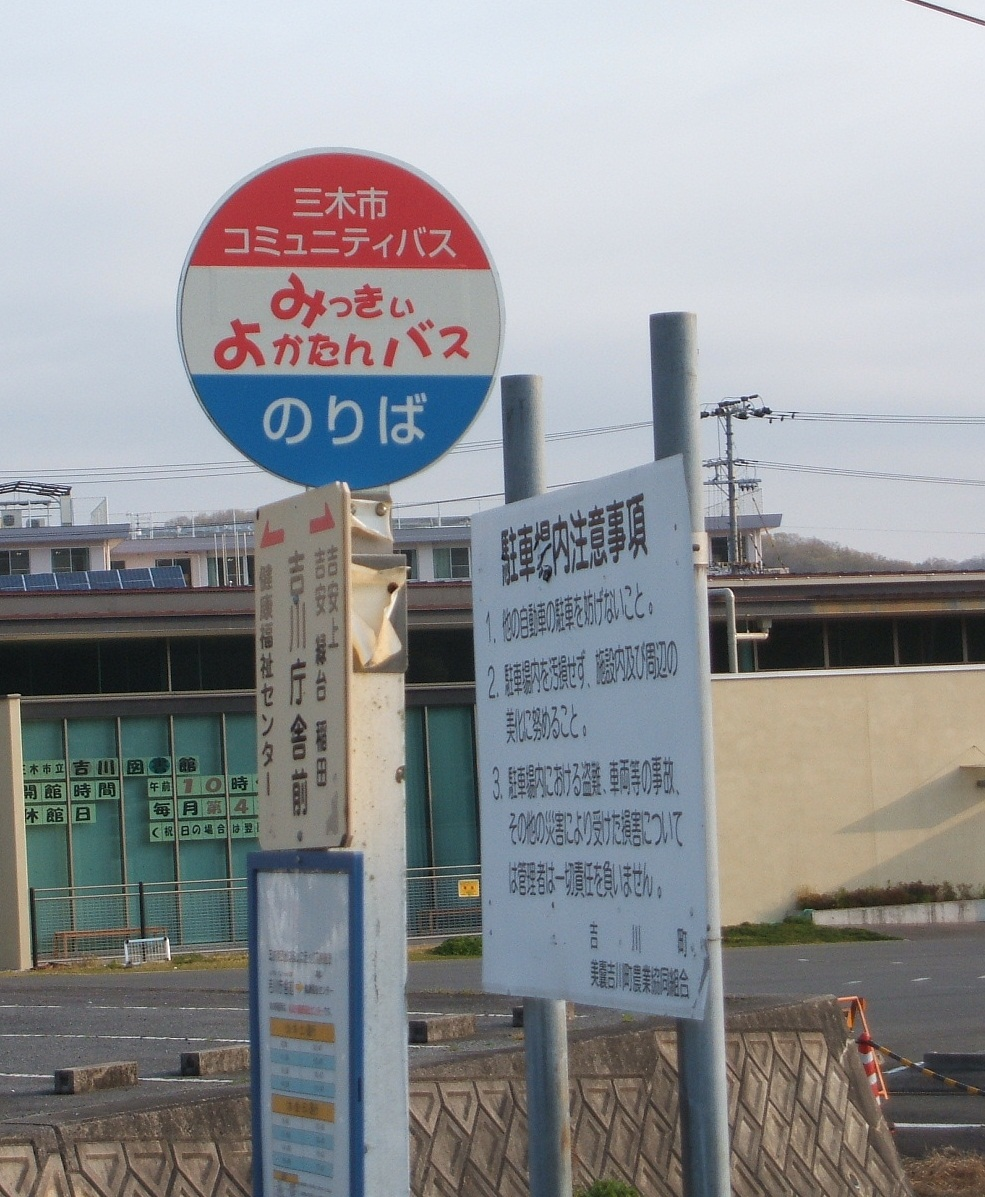
バス停

みっきぃよかたんバスは、兵庫県三木市（旧吉川町地区）でかつて運行していたコミュニティバス。および、コミュニティバス廃止後、同路線を継承した神姫バスが運行する路線バスの愛称である。
コミュニティバス時代より神姫バス三田営業所が運行を委託されている。

## 概要
旧吉川町のコミュニティバス『吉川町コミュニティバス』（通称・よかたんバス)として、2001年（平成13年）11月より運行開始され、2015年（平成27年）10月、三木市のバス交通の見直しにより一般路線バス・コミュニティバスの区分をなくし市内全てのバスを一般路線バスとして運行することとなった。路線は吉川町内循環が4ルートあり、いずれのルートも健康福祉センターを発着点として運行している他に、町内からイオンモール神戸北（神戸市北区）とを結ぶ路線がある。

## 一般路線転化後の運用

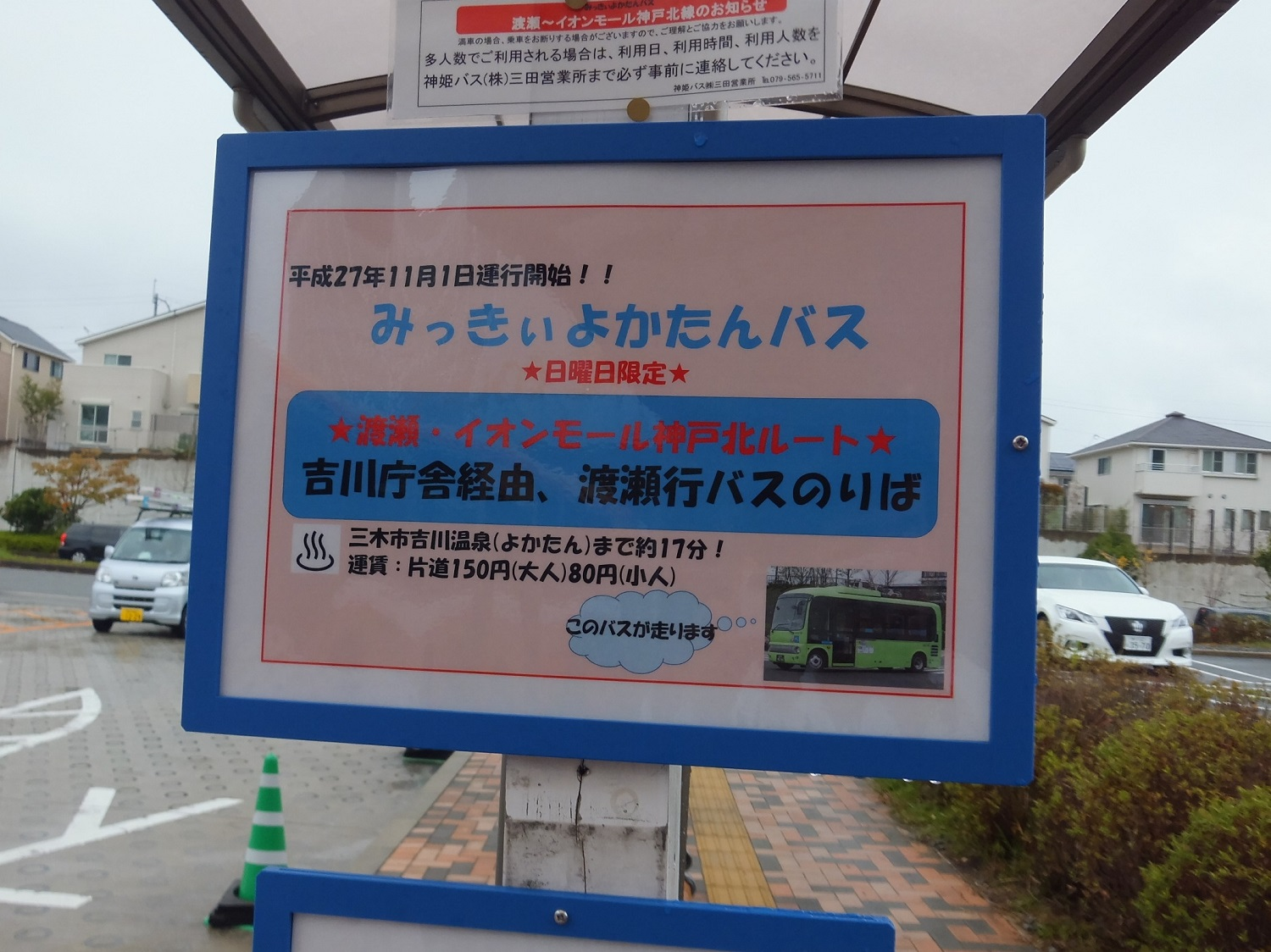
イオンモール神戸北バス停
一般路線転化後に新規開設した路線であるが、愛称が用いられている。

2015年、上述のバス交通の統合実施以降、三木市はコミュニティバスの文言を使用せず単に「吉川第1～4ルート（よかたんバス）」と表記しており、バス停標やバス停の時刻表、バスの表示等おいては従前どおりの呼称をそのまま継続して使用している。
三木市のコミュニティバスには他にみっきぃバスがあるが、そちらは運賃や路線図は神姫バスの一般路線バスとして同一化したのに対し、本バスについては地域内運賃設定区間として後述の均一運賃が設定されているほか、コミュニティバス時代からの「みっきぃよかたんバス」（又は「よかたんバス」）の愛称を引き継ぎ運行されているなど、統合後の対応が両者間で異なる。

## 沿革

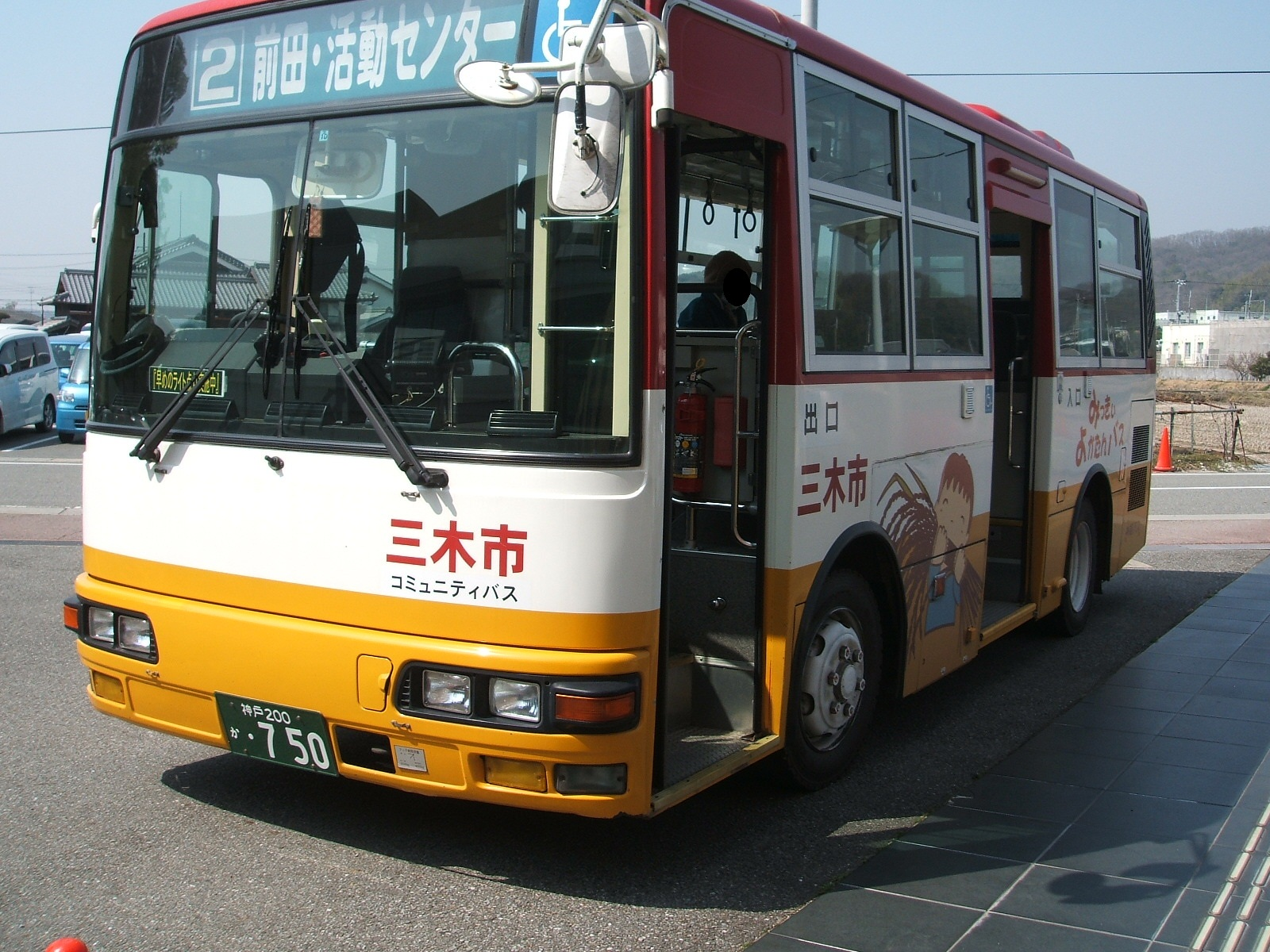
過去の車両。運行当初からの車両で2015年に運用から退いた。
エアロミディMJ（専用カラー）

- 2001年11月1日 - 運行を開始。（95停留所）
- 2002年8月1日 - バス停留所を増設する。[6]
- 2005年10月24日 - 三木市と合併し、「三木市吉川コミュニティバス」となる。
- 2008年10月1日 - 「みっきぃよかたんバス」へ改称。[7]
- 2009年5月1日 - 一部の区間でフリー乗降制を導入。[8]
- 2012年4月1日 - 神姫バス発行のICカード「NicoPa」が使用可能となる。[9]
- 2014年4月1日 - 車両2台体制になり、各ルート交互の隔日運行から月～金曜の毎日運行となる。
- 2015年10月1日 - 市のバス交通の見直しにより、料金が大人100円から150円、小学生50円から80円へ改定。
- 2015年11月1日 - 「渡瀬 - イオンモール神戸北」線を新設。[2]

## 運賃
- 均一運賃を採用し、小型バスは後払い、ワンボックス車は先払いとなっている。[3]
  - 大人（中学生以上）：150円
  - 小学生：80円
  - 乳幼児：無料
  - 身体障害者手帳の所持者および介護人：80円
- 「NicoPa」を利用してバスを乗り継いだ場合、２乗車目の運賃から自動的に80円（小児・障がい者40円）割引となる。
- 毎年3月上旬に開催される山田錦まつり期間中は無料運行される。

### ICカードの利用について
- ICカード「NicoPa」が使用できるほか、PiTaPa、ICOCAの使用も可能。[10]

## 車両
- 日野・ポンチョ - 1台（北播磨総合医療センター直通バス転用車）

※北播磨総合医療センターの再診受付機が車内に搭載されている。
※車検などで使用できないときは、神姫バス標準カラーのエルガミオが代走する。
- トヨタ・ハイエース - 1台

※定員12人のため、大人数で利用する場合は事前連絡が必要である。

## 路線
ルートによって車両が異なる。年始（1月1日 - 1月3日）は運休となる。

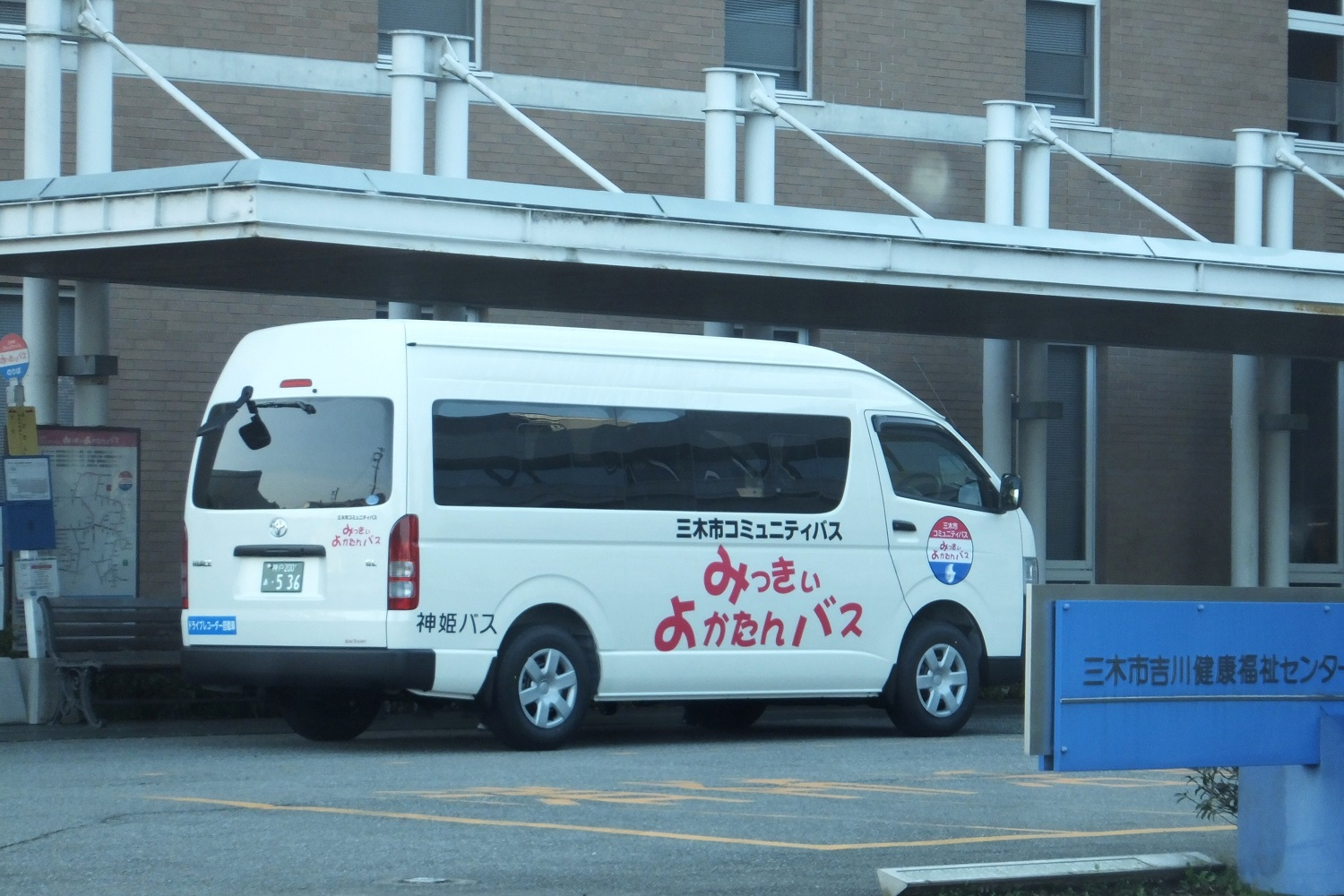
発着点となる健康福祉センターバス停

吉川町内循環ルート
祝日関係なく月～金曜の運行で、土曜日日曜日は運休。
山田錦まつり期間中の土曜日日曜日は運行される。
- ワンボックス車両（ハイエース）で運行

第1ルート■健康福祉センター - 福吉 - 福井 - 健康福祉センター
第2ルート■健康福祉センター - 前田 - 吉川総合公園 - 健康福祉センター
- 小型バス車両（ポンチョ）で運行

第3ルート■健康福祉センター - 大門 - 市野瀬 - 健康福祉センター
第4ルート■健康福祉センター - 上松 - みなぎ台 - 健康福祉センター
※2014年4月の増車以前は、曜日単位でルートが異なる運行形態であった。
イオンモール神戸北ルート
日曜日のみ、小型バス車両（ポンチョ）で運行。
- 渡瀬 - 吉川庁舎前 - イオンモール神戸北

※往路は途中乗車のみ、復路は途中降車のみ可能。

### 広域交通との乗換

#### 鉄道との乗換停留所
- 旧吉川町域には鉄道駅がないため、鉄道との乗換停留所はない。

#### 高速バスとの乗換停留所
- 吉川インター前バス停で吉川インターバスストップと連絡。

### フリー乗降制度
- 2009年（平成21年）5月1日より一部区間でフリー乗降制が導入された。[8]

## 乗客数
- 1か月に800人台から1,000人台で推移している。市が目標としている乗客数は年間で10,000人である。

## その他
- 旧三木市エリアのみっきぃバスも、旧吉川町エリアの山田錦の郷（よかたん）まで乗り入れており、木曜日・日曜日に運行。一般路線転換以降も引き続き運行されている。